# Teateråret 2010

## Priser och utmärkelser
- Jussi Björlingstipendiet tilldelas tenoren Nils Olsson
- Thaliapriset tilldelas Marie Göranzon

## Årets uppsättningar

### Okänt datum
- Drottning Kristina av Pam Gems på Stockholms Stadsteater, i huvudrollen Vanna Rosenberg och regi av Farnaz Arbabi
- Satanisterna av Carina Rydberg spelas på Göteborgs stadsteater [1]

## Avlidna
- 21 mars – Wolfgang Wagner, 90, tysk teaterledare, regissör och scenograf.

### Fotnoter
1. ↑  ”Sveriges Radio P1”. 5 januari 2010. http://sverigesradio.se/sida/artikel.aspx?programid=478&artikel=3349026. Läst 22 mars 2011.